# El Clarà (Vic)
El Clarà és una masia de Vic (Osona) protegida com a Bé Cultural d'Interès Local.

## Descripció
Es tracta d'una gran masia de planta basilical amb coberta a doble vessant de teula àrab amb carener perpendicular a la façana. Consta de planta baixa, pis i golfes. La porta d'entrada és un arc adovellat de mig punt. Algunes obertures també estan emmarcades amb llindes i brancals de pedra picada. Al primer pis té balcons.
La masia té un cos afegit amb grans finestrals.